# یولیوس روبرت فون مایر
یولیوس روبرت فون مایر (به آلمانی: Julius Robert von Mayer) (زاده ۲۵ نوامبر ۱۸۱۴ – درگذشته ۲۰ مارس ۱۸۷۸) فیزیک‌دان آلمانی  و از مبدعان  ترمودینامیک.  مهمترین عامل شهرتش  اعلام قانون پایستگی انرژی است که به نام قانون اول ترمودینامیک هم شناخته می‌شود:
انرژی نه به وجود می‌آید و نه از بین می‌رود